# Currie Cup Premier Division 2023
La Currie Cup Premier Division de 2023 fue la 85° edición del principal torneo de rugby provincial de Sudáfrica.
El torneo comenzó el 14 de marzo y finalizó el 24 de junio con la definición entre los dos mejores equipos del torneo.

## Sistema de disputa
El torneo se disputó en formato de todos contra todos, en la que cada equipo se enfrentó en condición de local y de visitante a cada uno de sus rivales, además cada equipo tuvo dos semanas libres.
Finalizada la fase de grupos, los cuatro mejores clasificados disputaron una postemporada consistente en partidos de semifinal y la posterior gran final que determinó el campeón del torneo.

## Clasificación
| Pos. | Equipo              | Encuentros | Encuentros | Encuentros | Encuentros | Tantos | Tantos | Tantos | PB | PB | Puntos |
| Pos. | Equipo              | PJ         | PG         | PE         | PP         | F      | C      | Dif    | BO | BD | Puntos |
| ---- | ------------------- | ---------- | ---------- | ---------- | ---------- | ------ | ------ | ------ | -- | -- | ------ |
| 1.º  | Free State Cheetahs | 14         | 9          | 1          | 4          | 439    | 331    | +108   | 11 | 2  | 51     |
| 2.º  | Sharks              | 14         | 10         | 0          | 4          | 370    | 308    | +62    | 6  | 2  | 48     |
| 3.º  | Pumas               | 14         | 8          | 0          | 6          | 443    | 292    | +151   | 5  | 3  | 40     |
| 4.º  | Blue Bulls          | 14         | 7          | 0          | 7          | 397    | 415    | -18    | 8  | 2  | 38     |
| 5.º  | Western Province    | 14         | 7          | 0          | 7          | 377    | 335    | +42    | 7  | 2  | 37     |
| 6.º  | Golden Lions        | 14         | 6          | 0          | 8          | 386    | 390    | -4     | 8  | 4  | 36     |
| 7.º  | Griquas             | 14         | 7          | 1          | 6          | 364    | 399    | -35    | 6  | 0  | 35     |
| 8.º  | Griffons            | 14         | 1          | 0          | 13         | 288    | 594    | -306   | 5  | 1  | 10     |

|  | clasificados a semifinales. |

## Fase Final

### Semifinales
| 17 de junio | Free State Cheetahs | 39 - 10 | Blue Bulls |  |  |

| 17 de junio | Natal Sharks | 20 - 26 | Pumas |  |  |

### Final
| 24 de junio | Free State Cheetahs | 25 - 17 | Pumas |  |  |

| Bandera de Sudáfrica        |
| Campeón Free State Cheetahs |
| Séptimo título              |